# نفاثة أعمال

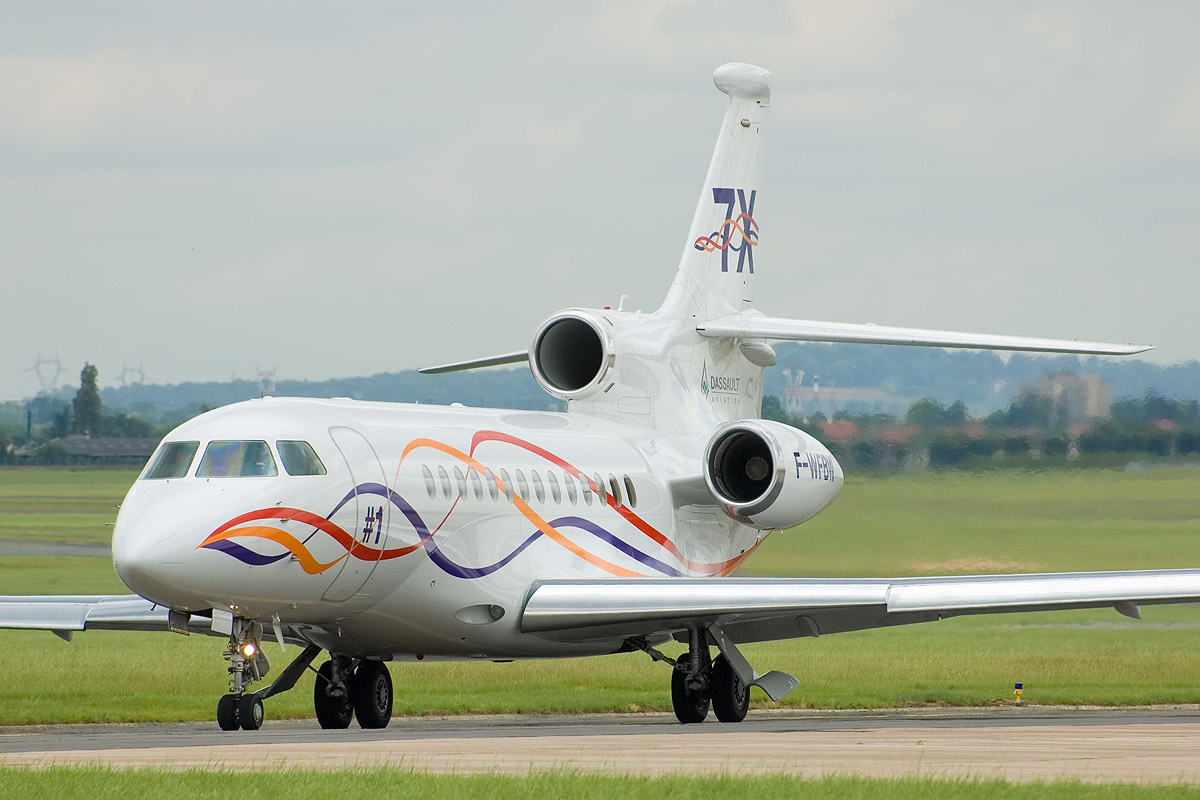
طائرة داسو فالكون 7أكس

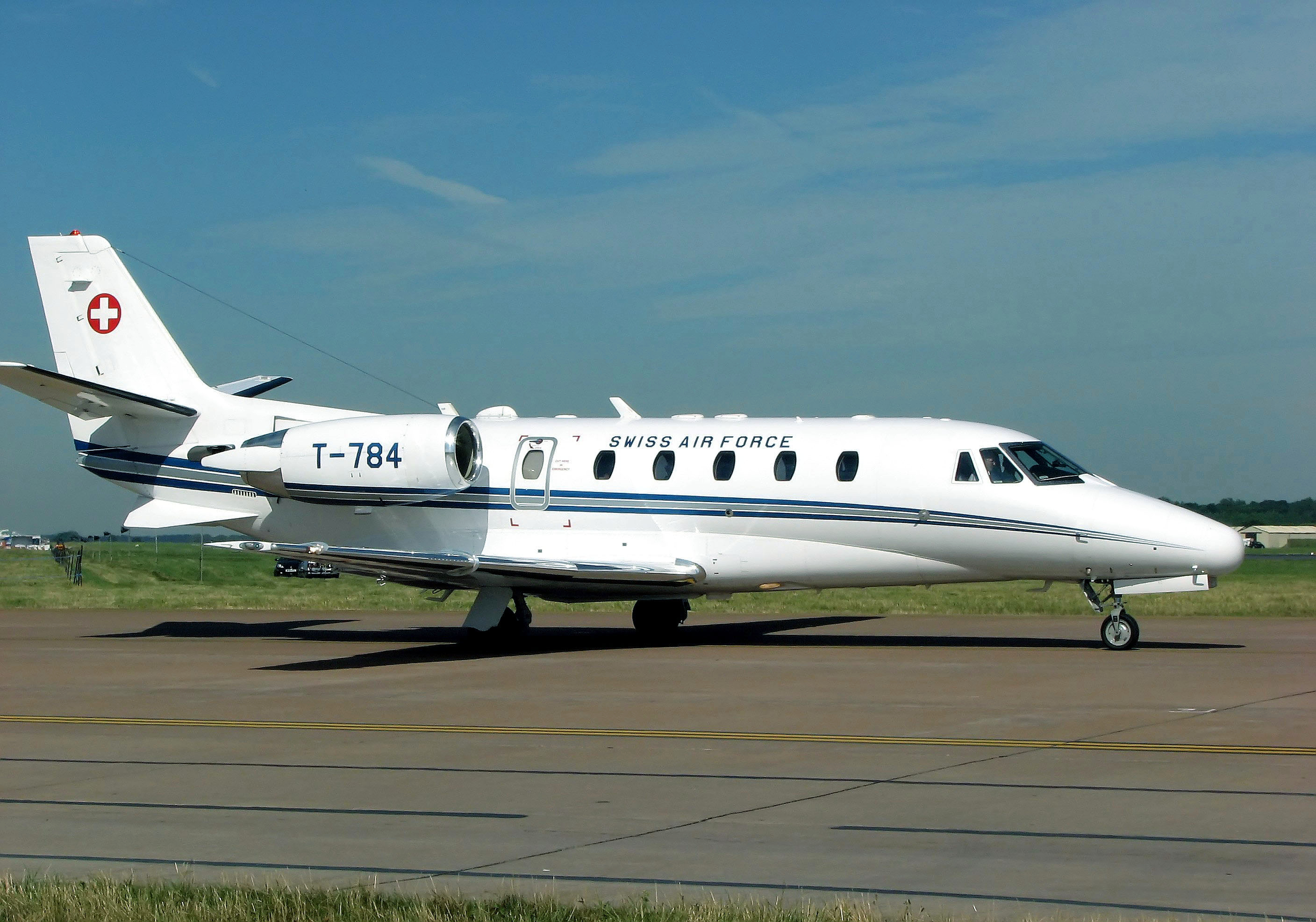
طائرة سيسنا 360أكس أل

نفاثة الأعمال (بالإنجليزية: Business jet)‏ , أو نفاثة خاصة (بالإنجليزية: private jet)‏, أو بيزجت (بالإنجليزية: bizjet)‏, هي تسميات تطلق على الطائرات النفاثة (و التي عادة ما تكون أصغر حجما من طائرات النقل المدني التجارية والمخصصة لنقل الأفراد تحت الطلب. في غالب الأحيان المسافرون هم رجال أعمال. هذا ما يميزها عن طائرات الخطوط الجوية التجارية.

## المصنعون
ترتيب المصنعين لهذا النوع من الطائرات لأول 9 أشهر من سنة 2008:
1. بومباردييه إيروسبيس: 4,876,138,000 $
2. سيسنا: 3,322,324,313 $
3. غلف ستريم الفضائية: 3,980,000,000 $
4. هوكر بيتش كرافت: 1,696,059,440 $
5. داسو فالكون جات: 1,687,700,000 $

## أصناف الطائرات
يصنف طائرات هذا النوع إلى الأصناف التالية :
- الثقيلة (بالإنجليزية: Heavy)‏
- متوسطة الحجم ممتازة (بالإنجليزية: Super Mid-size)‏
- متوسطة الحجم (بالإنجليزية: Mid-size)‏
- خفيفة (بالإنجليزية: Light)‏
- خفيفة جدا (بالإنجليزية: Very Light)‏